# Krosno Odrzańskie
Krosno Odrzańskie [ˈkrɔsnɔ ɔˈʤaɲskʲɛ´], tyska: Crossen an der Oder, lågsorbiska: Krosyn, är en stad i västra Polen och huvudort i distriktet Powiat krośnieński i Lubusz vojvodskap.  Staden hade 12 038 invånare år 2012.
Staden ligger på den plats där floden Bóbr mynnar i Oder, vid landsvägen mellan Berlin och Zielona Góra.  Järnvägsförbindelse finns i riktning mot tysk-polska gränsen vid Gubin/Guben och mot Zbąszyń.

## Historia
Kungen Boleslav I av Polen uppförde en fästning i trä på platsen 1005. 1159 blev Crossen en del av Hertigdömet Breslau. 1230 fick Crossen stadsrättigheter av Henrik I av Schlesien, som även anlade det nuvarande slottet på platsen. 1481 ödelades staden av en storbrand. 1538 lades Crossen och hertigdömet slutligen under markgrevskapet Brandenburg. Staden blev nu en del av Neumark i Brandenburg, istället för Schlesien. 1631 belägrades staden av den svenska armén och sattes i brand och förstördes fullständigt. Staden byggdes upp, men plundrades och förstördes i konflikten mellan Sverige och Brandenburg. 
1807 skedde en förvaltningsreform i Preussen och Crossen förlorade sin rang som Fürstentumshauptstadt och blev istället Kreisstadt i Küstrin-regionen. Under 1800-talet blev Crossen industrialiserat, med bland annat träindustri. Under 1945 utkämpades strider i och omkring Crossen.  Slottet och stora delar av staden lades i ruiner. Samma år ställdes Crossen som en del av de tyska områdena öster om Oder under polsk förvaltning och bytte officiellt namn till det polska namnet Krosno Odrzańskie. Under 1950-talet återuppbyggdes staden.

## Sevärdheter

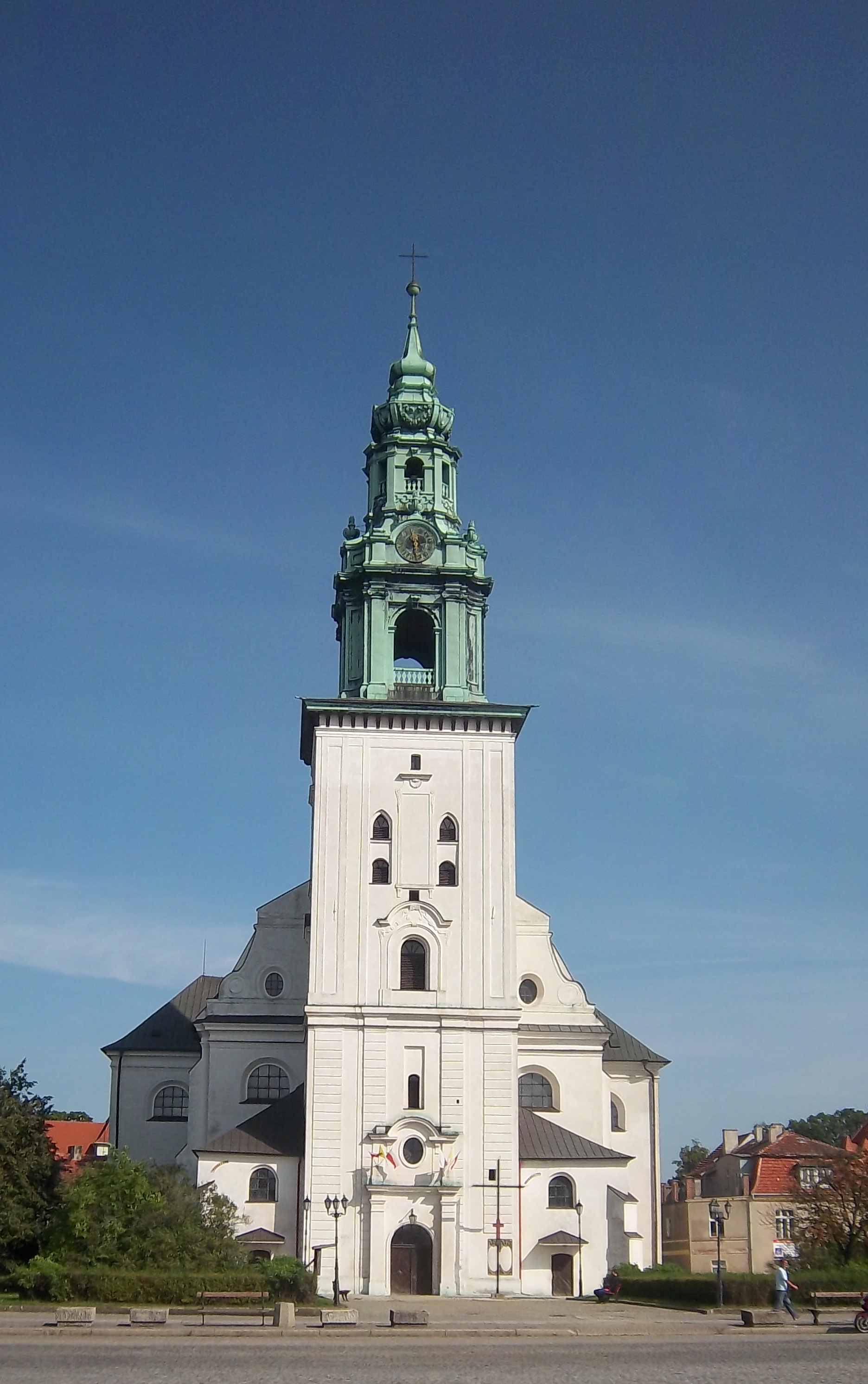
Mariakyrkan

- Mariakyrkan, stadens församlingskyrka, uppförd omkring 1450 och 1705–1707 ombyggd i barockstil.  Mellan reformationen och 1945 tillhörde kyrkan stadens lutherska församling.
- Slottsruinen, av det slott som uppfördes av Henrik I av Schlesien och förstördes under andra världskriget 1945.
- Sankt Andreas-kyrkan, uppförd på 1800-talet i nygotisk stil efter ritningar av Karl Friedrich Schinkel.

## Kända invånare
- Christiane Becker-Neumann (1778–1797), tysk skådespelerska.
- Joanna Brodzik (född 1973), polsk skådespelerska.
- Klabund, pseudonym för Alfred Henschke (1890–1928), tysk författare.
- Georg Wenzeslaus von Knobelsdorff (1699–1753), tysk arkitekt.
- Aneta Konieczna (född 1978), polsk kanotist.
- Tomasz Kuszczak (född 1982), polsk fotbollsmålvakt.
- Rudolf Pannwitz (1881–1969), tysk författare och filosof.
- Willi Reschke (född 1922 i Mühlow nära Crossen), tysk stridspilot.
- Eduard Seler (1849–1922), tysk arkeolog.
- Paul Heinrich Vogt (1850-1935), tysk matematiker och astronom.
- Grzegorz Walasek (född 1976), polsk speedwayförare.
- Ewa Werka (1946-1997), polsk operasångerska, mezzosopran.
- Karl Georg Zschaetzsch (1870-?), tysk nazistisk rasideolog.